# Ikosaeder
Das Ikosaeder [ikozaˈʔeːdɐ] (von altgriechisch εἰκοσάεδρον eikosáedron „Zwanzigflach“, „Zwanzigflächner“) ist ein Polyeder mit zwanzig Seitenflächen. Zu diesen gehören:
- Pyramide mit einem Neunzehneck als Grundfläche
- Prisma mit achtzehneckiger Grund- und Deckfläche
- Das regelmäßige, konvexe Ikosaeder.

Von diesen Formen hat nur das regelmäßige konvexe Ikosaeder eine wesentliche Bedeutung. Dieser Artikel behandelt im Folgenden nur das regelmäßige, konvexe Ikosaeder.
| Regelmäßiges Ikosaeder      | Regelmäßiges Ikosaeder |
| --------------------------- | ---------------------- |
|                             |                        |
| Art der Seitenflächen       | gleichseitige Dreiecke |
| Anzahl der Flächen          | 20                     |
| Anzahl der Ecken            | 12                     |
| Anzahl der Kanten           | 30                     |
| Schläfli-Symbol             | {3,5}                  |
| dual zu                     | Dodekaeder             |
| Beispiel eines Körpernetzes |                        |
| Anzahl verschiedener Netze  | 43380                  |
| Anzahl Kanten in einer Ecke | 5                      |
| Anzahl Ecken einer Fläche   | 3                      |

Das regelmäßige Ikosaeder ist einer der fünf platonischen Körper. Es besitzt zwanzig kongruente gleichseitige Dreiecke als Seitenflächen, dreißig gleich lange Kanten und zwölf Ecken, in denen jeweils fünf Seitenflächen zusammentreffen.

## Symmetrie

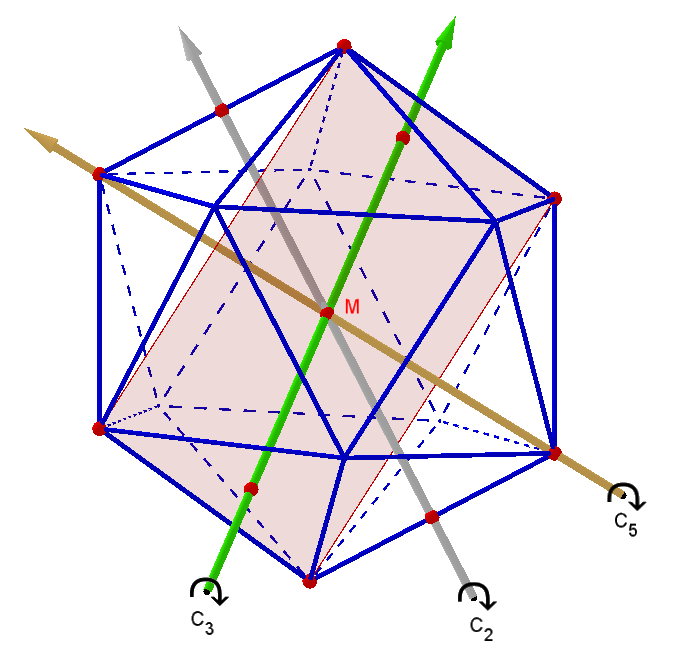
Ikosaeder mit Beispielen der Drehachsen und einer Symmetrieebene (rot)

Wegen seiner hohen Symmetrie – alle Ecken, Kanten und Flächen sind untereinander gleichartig – ist das Ikosaeder ein reguläres Polyeder. Es hat:
- 6 fünfzählige Drehachsen {\displaystyle C_{5}} (durch gegenüberliegende Ecken)
- 10 dreizählige Drehachsen {\displaystyle C_{3}} (durch die Mittelpunkte gegenüberliegender Flächen)
- 15 zweizählige Drehachsen {\displaystyle C_{2}} (durch die Mittelpunkte gegenüberliegender Kanten)
- 15 Symmetrieebenen (durch einander gegenüberliegende und parallele Kanten)

und ist
- punktsymmetrisch (Punktspiegelung am Mittelpunkt des Polyeders).

Insgesamt hat die Symmetriegruppe des Ikosaeders – die Ikosaedergruppe oder Dodekaedergruppe – 120 Elemente. Die Untergruppe der Drehungen des Ikosaeders hat die Ordnung 60 und ist die kleinste nichtabelsche einfache Gruppe ({\displaystyle A_{5}}, Alternierende Gruppe vom Grad 5). Die Symmetrie des Ikosaeders ist wegen der bei ihm auftretenden fünfzähligen Symmetrie mit einer periodischen Raumstruktur nicht verträglich (siehe Parkettierung). Es kann daher kein Kristallgitter mit Ikosaedersymmetrie geben (siehe Quasikristalle).

## Kartesische Koordinaten
Die folgenden kartesischen Koordinaten definieren die Ecken eines am Ursprung zentrierten Ikosaeders mit Kantenlänge 2:
(0, ±1, ±{\displaystyle \Phi })
(±1, ±{\displaystyle \Phi }, 0)
(±{\displaystyle \Phi }, 0, ±1)
mit {\displaystyle \Phi ={\frac {1+{\sqrt {5}}}{2}}\approx 1{,}618} (Goldene Zahl). Die Verbindungsstrecke zweier Ecken ist genau dann eine Kante des Ikosaeders, wenn ihr (kanonisches) Skalarprodukt gleich {\displaystyle \Phi } ist. {\displaystyle (0,1,\Phi )} ist z. B. mit {\displaystyle (\Phi ,0,1)}, {\displaystyle (1,\Phi ,0)}, {\displaystyle (-1,\Phi ,0)}, {\displaystyle (-\Phi ,0,1)}, {\displaystyle (0,-1,\Phi )} durch Kanten verbunden (beachte: {\displaystyle \Phi ^{2}-1=\Phi }).

## Beziehungen zu anderen Polyedern

Ikosaeder (blau) mit dualem Dodekaeder (grün). Die Mittelpunkte (rot) der regelmäßigen Dreiecke sind die Ecken des Dodekaeders.

Fußball – ein Ikosaederstumpf mit Fünfecken und Sechsecken

Das Ikosaeder ist das zum Dodekaeder duale Polyeder und umgekehrt.
Mit Hilfe von Ikosaeder und Dodekaeder können zahlreiche Körper konstruiert werden, die ebenfalls die Ikosaedergruppe als Symmetriegruppe haben. So erhält man zum Beispiel
- das abgestumpfte Ikosaeder (Fußballkörper) mit 12 Fünfecken und 20 Sechsecken als Durchschnitt eines Dodekaeders mit einem Ikosaeder (siehe archimedische Körper, Fullerene). Es entsteht aus dem Ikosaeder, indem die Ecken senkrecht zu den Verbindungsgeraden der Ecken mit dem Mittelpunkt gekappt werden, wobei regelmäßige Fünfecke als Schnittflächen auftreten und die Dreiecke zu Sechsecken mutieren. Bei bestimmter Schnitthöhe sind die Sechsecke regelmäßig.[2]

- das Ikosidodekaeder mit 20 Dreiecken und 12 Fünfecken
- das abgestumpfte Dodekaeder mit 20 Dreiecken und 12 Zehnecken als Durchschnitte eines Ikosaeders mit einem Dodekaeder (siehe archimedische Körper)
- ein Rhombentriakontaeder mit 20 + 12 = 32 Ecken und 30 Rauten als Flächen als konvexe Hülle einer Vereinigung eines Ikosaeders mit einem Dodekaeder und
- einen Ikosaederstern, indem sämtliche Kanten eines Ikosaeders über seine Ecken hinaus verlängert werden, bis sich jeweils drei von ihnen in einem Punkt schneiden.

## Konstruktion

Konstruktion in 15 Bildern

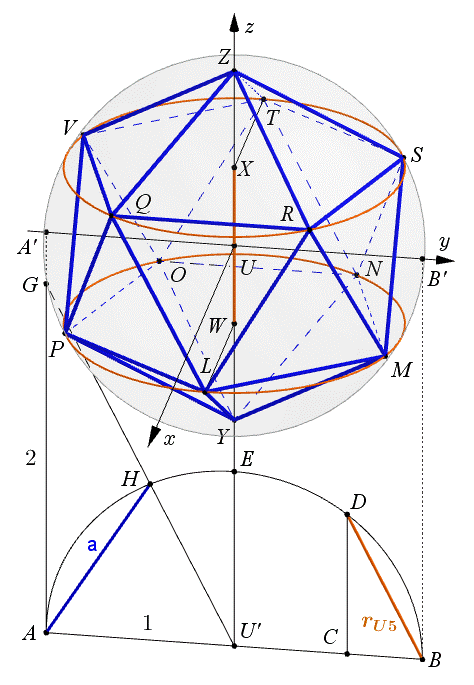
Ikosaeder, Konstruktionsskizze

Euklid beschreibt und beweist im dreizehnten Buch seines Werkes Elemente, unter Proposition 16, die Konstruktion des Ikosaeders.

„Ein Ikosaeder einer Kugel mit gegebenem rationalem oder quadriert rationalem
Durchmesser einbeschreiben.
Die Kante des Ikosaeders ist dann irrational und zwar konjugiert apotomisch.“

„Rudolf Haller“

Um den Aufwand zu minimieren, enthält die folgende sphärische Darstellung nur die Schritte, die für das Ikosaeder vonnöten sind. Von Vorteil ist hierzu die Anwendung einer sogenannten Dynamische-Geometrie-Software (DGS).
Gegeben sei eine Umkugel, z. B mit dem Radius gleich {\displaystyle 1} und deren Mittelpunkt {\displaystyle U}. Beim Bestimmen der {\displaystyle x-,\;y-} und {\displaystyle z-}Achsen eines kartesischen Koordinatensystems, entstehen die Punkte {\displaystyle A',\;B',\;Y} und {\displaystyle Z} auf der Oberfläche der Umkugel.
Vorab werden die beiden Größen Kantenlänge {\displaystyle a} und der Umkreisradius {\displaystyle r_{U5}} für zwei konstruktiv erforderliche Fünfecke ermittelt. Auf der verlängerten {\displaystyle z-}Achse wird der Punkt {\displaystyle U'} festgelegt und anschließend der Kugeldurchmesser {\displaystyle |AB|=2} mit Mittelpunkt {\displaystyle U'} auf einer zur {\displaystyle y-}Achse Parallelen projiziert. Mittels einer (nicht eingezeichneten) Hilfskugel mit Radius {\displaystyle |AU'|=1} wird {\displaystyle E} als dritter Punkt für den folgenden Umkreisbogen {\displaystyle AEB} markiert. Weiter geht es mit der zur {\displaystyle z-}Achse parallelen Streckenlänge {\displaystyle |{\overline {AG}}|} mithilfe eines (nicht eingezeichneten) Kreisbogens um {\displaystyle A} (Richtung {\displaystyle y-}Achse) mit Radius gleich {\displaystyle 2}. Verbindet man jetzt {\displaystyle G} mit {\displaystyle U'}, wird der Umkreisbogen in {\displaystyle H} geschnitten. Die Verbindung {\displaystyle A} mit {\displaystyle H} liefert die Kantenlänge {\displaystyle a} des Ikosaeders. Das anschließend eingezeichnete rechtwinklige Dreieck {\displaystyle CBD} mit der Kathete {\displaystyle {\overline {BC}}={\tfrac {1}{5}}|AB|} hat eine Hypotenuse {\displaystyle {\overline {BD}}}, deren Länge gleich dem Umkreisradius {\displaystyle r_{U5}} eines Fünfecks ist.
Die eigentliche Konstruktion des Ikosaeders beginnt mit dem Übertragen der halben Länge des Umkreisradius {\displaystyle r_{U5}} auf die {\displaystyle z-}Achse. Dies geschieht mittels einer (nicht eingezeichneten) Hilfskugel mit Radius {\displaystyle {\tfrac {1}{2}}|BD|} um den Mittelpunkt {\displaystyle U}; die damit bestimmten Schnittpunkte sind {\displaystyle W} und {\displaystyle X}. Die Verbindung dieser beiden Punkte zur Strecke {\displaystyle {\overline {WX}}} dient lediglich der Verdeutlichung des Zusammenhangs. Es folgt das Einzeichnen der Umkreise (Richtung {\displaystyle z-}Achse) mit Radius {\displaystyle |BD|} um die Punkte {\displaystyle W} und {\displaystyle X}. Eine sich anschließende Parallele zur {\displaystyle x-}Achse durch {\displaystyle W} bringt mit dem Schnittpunkt {\displaystyle L} die erste Ecke des Fünfecks. Nun zieht man drei (nicht eingezeichnete) Kreise, beginnend um {\displaystyle L}, mit dem Radius {\displaystyle a} auf die Ebene des Umkreises um {\displaystyle W}; dabei entsteht das Fünfeck {\displaystyle LMNOP}. Eine Parallele zur {\displaystyle x-}Achse durch {\displaystyle X}, in entgegengesetzter Richtung bezüglich des Umkreises um {\displaystyle W}, erzeugt den Schnittpunkt {\displaystyle T}. Drei (nicht eingezeichnete) Kreise, beginnend um {\displaystyle T}, mit dem Radius {\displaystyle a} auf die Ebene des Umkreises um {\displaystyle X}, liefern das Fünfeck {\displaystyle TVQRS}.
Für die Fertigstellung des Ikosaeders bedarf es jetzt nur noch des Einzeichnens der gleichseitigen Dreiecksflächen mit der Seitenlänge {\displaystyle a}. Sie ergeben sich durch Verbindungen der entsprechenden Eckpunkte, wie das Beispiel Dreieck {\displaystyle ZQR} zeigt.

## Struktur des Ikosaeders

Rechtecke in einem Ikosaeder

Wie die nebenstehende Abbildung zeigt, kann man unter den Kanten des Ikosaeders 3 Paare gegenüberliegender Kanten so auswählen, dass diese Paare 3 kongruente zueinander paarweise orthogonale Rechtecke aufspannen. Die Längen der Seiten dieser Rechtecke entsprechen dem Goldenen Schnitt, weil sie Seiten bzw. Diagonalen regelmäßiger Fünfecke sind. Das Ikosaeder kann daher so in einen Würfel eingeschrieben werden, dass diese 6 Kanten in den 6 Flächen des Würfels liegen und parallel zu den Kanten des Würfels sind.
Die 24 restlichen Kanten begrenzen 8 Dreiecke, die in den Flächen eines – dem Ikosaeder umschriebenen – Oktaeders liegen, wobei die Ecken des Ikosaeders auf dessen Kanten liegen.
Insgesamt gibt es fünf derartige Positionen, wobei jede Kante des Ikosaeders zu genau einer solchen Gruppe von orthogonalen Kantenpaaren gehört, während jede Fläche zweimal in der Fläche eines umschriebenen Oktaeders liegt. Die Symmetriegruppe des Ikosaeders bewirkt alle 5!/2 = 60 geraden Permutationen dieser fünf Positionen.
Die Kanten des Ikosaeders enthalten zwölf ebene Fünfecke, wobei jede Kante zu zwei und jede Ecke zu fünf dieser Fünfecke gehört. Man kann diese Eigenschaft zum Bau eines Drahtmodells benutzen.
Man kann sich das Ikosaeder auch als Kombination aus einem uniformierten fünfeckigen Antiprisma und aus beidseits je einer aufgesetzten fünfseitigen Pyramide vorstellen.

## Formeln
Die folgende Tabelle ist eine Zusammenstellung von metrischen Eigenschaften eines regulären Ikosaeders, die im nächsten Abschnitt hergeleitet werden.
| Größen eines Ikosaeders mit Kantenlänge a | Größen eines Ikosaeders mit Kantenlänge a                                                                       | Größen eines Ikosaeders mit Kantenlänge a            |
| ----------------------------------------- | --- | ---------------------------------------------------- |
| Volumen                                   | {\displaystyle V={\frac {5}{12}}(3+{\sqrt {5}})\cdot a^{3}} {\displaystyle \approx 2{,}182\cdot a^{3}}          | ohne Raumwinkel {\displaystyle \Omega } in den Ecken |
| Oberflächeninhalt                         | {\displaystyle A_{O}=5{\sqrt {3}}\cdot a^{2}} {\displaystyle \approx 8{,}660\cdot a^{2}}                        | ohne Raumwinkel {\displaystyle \Omega } in den Ecken |
| Umkugelradius                             | {\displaystyle r_{u}={\frac {1}{4}}{\sqrt {10+2{\sqrt {5}}}}\cdot a} {\displaystyle \approx 0{,}951\cdot a}     | ohne Raumwinkel {\displaystyle \Omega } in den Ecken |
| Kantenkugelradius                         | {\displaystyle r_{k}={\frac {1}{4}}\left(1+{\sqrt {5}}\right)\cdot a} {\displaystyle \approx 0{,}809\cdot a}    | ohne Raumwinkel {\displaystyle \Omega } in den Ecken |
| Inkugelradius                             | {\displaystyle r_{i}={\frac {\sqrt {3}}{12}}(3+{\sqrt {5}})\cdot a} {\displaystyle \approx 0{,}756\cdot a}      | ohne Raumwinkel {\displaystyle \Omega } in den Ecken |
| Verhältnis von Volumen zu Umkugelvolumen  | {\displaystyle {\frac {V}{V_{UK}}}={\frac {1}{2\pi }}{\sqrt {10+2{\sqrt {5}}}}} {\displaystyle \approx 0{,}605} | ohne Raumwinkel {\displaystyle \Omega } in den Ecken |
| Innenwinkel des gleichseitigen Dreiecks   | {\displaystyle \alpha =60^{\circ }}                                                                             | ohne Raumwinkel {\displaystyle \Omega } in den Ecken |
| Winkel zwischen benachbarten Flächen      | {\displaystyle \beta =2\arctan \left({\frac {3+{\sqrt {5}}}{2}}\right)\approx 138{,}19^{\circ }}                | ohne Raumwinkel {\displaystyle \Omega } in den Ecken |
| Winkel zwischen Kante und Fläche          | {\displaystyle \gamma =90^{\circ }+\arctan \left({\frac {3-{\sqrt {5}}}{2}}\right)\approx 110{,}9^{\circ }}     | ohne Raumwinkel {\displaystyle \Omega } in den Ecken |
| 3D-Kantenwinkel                           | {\displaystyle \delta =108^{\circ }}                                                                            | ohne Raumwinkel {\displaystyle \Omega } in den Ecken |
| Raumwinkel in den Ecken                   | {\displaystyle \Omega =2\pi -10\arctan \left({\frac {3-{\sqrt {5}}}{2}}\right)\approx 2{,}6345\;\mathrm {sr} }  | ohne Raumwinkel {\displaystyle \Omega } in den Ecken |
| Sphärizität                               | {\displaystyle \Psi ={\sqrt[{3}]{\frac {\left(7+3{\sqrt {5}}\right)\pi }{30{\sqrt {3}}}}}\approx 0{,}939}       | ohne Raumwinkel {\displaystyle \Omega } in den Ecken |

## Flächen, Winkel, Radien, Koordinaten

### Punkte des Ikosaeders

Ikosaeder mit seinen 3 goldenen Rechtecken

Die Punkte eines regulären Ikosaeders sind die Ecken dreier sich orthogonal schneidender kongruenter goldener Rechtecke. Sind die Seitenlängen {\displaystyle \;a,\;c={\tfrac {1+{\sqrt {5}}}{2}}a\;}, so lassen sich die 12 Punkte in einem kartesischen Koordinatensystem so beschreiben:
{\displaystyle \left(0,\pm {\frac {a}{2}},\pm {\frac {c}{2}}\right),\;\left(\pm {\frac {c}{2}},0,\pm {\frac {a}{2}}\right),\;\left(\pm {\frac {a}{2}},\pm {\frac {c}{2}},0\right)}.
Man rechnet nach, dass
1. alle Punkte vom Nullpunkt den Abstand {\displaystyle {\frac {1}{2}}{\sqrt {a^{2}+c^{2}}}} und
2. benachbarte Punkte den Abstand {\displaystyle a}

haben. Also liegen alle (gleichseitigen) Dreiecke benachbarter Punkte auf einer Kugel und das Polyeder ist das reguläre Ikosaeder.

### Winkel
Für die Berechnung der Winkel zwischen zwei benachbarten Dreiecken bzw. einer Kante mit einem benachbarten Dreieck ist der in dem Bild eingezeichnete Winkel {\displaystyle \psi } wichtig. Aus der Zeichnung erkennt man, dass
{\displaystyle \tan \psi ={\frac {c-a}{c}}={\frac {3-{\sqrt {5}}}{2}}}
{\displaystyle \Longrightarrow \;\psi =\arctan \left({\frac {3-{\sqrt {5}}}{2}}\right)\approx 20{,}9^{\circ }}
und damit der
- Winkel zwischen Seitenflächen

{\displaystyle \beta =180^{\circ }-2\psi \approx 138{,}2^{\circ }}

Ikosaeder: Koordinaten und Winkel, sowie goldene Rechtecke (dunkelrot)

- Winkel zwischen einer Kante und einer Seitenfläche

{\displaystyle \gamma =90^{\circ }+\psi \approx 110{,}9^{\circ }}

### Um/In/Kanten-Kugelradien
Aus der Zeichnung erkennt man ferner den
- Kantenkugelradius {\displaystyle \ r_{k}={\frac {c}{2}}={\frac {a}{4}}(1+{\sqrt {5}})\approx 0{,}81\;a}
- Umkugelradius {\displaystyle \ r_{u}=|OP_{1}|={\frac {1}{2}}{\sqrt {a^{2}+c^{2}}}={\frac {a}{4}}{\sqrt {10+2{\sqrt {5}}}}\approx 0{,}95\;a}

Der Inkugelradius ist (im Bild) der Abstand der Gerade in der y-z-Ebene durch die Punkte {\displaystyle ({\tfrac {c}{2}},0),({\tfrac {a}{2}},-{\tfrac {c}{2}})} vom Nullpunkt. Diese Gerade hat die Gleichung
{\displaystyle z={\frac {c}{c-a}}\left(y-{\frac {c}{2}}\right)\quad \Longrightarrow \quad cy-(c-a)z-{\frac {c^{2}}{2}}=0}
{\displaystyle \Longrightarrow \ ({\sqrt {5}}+1)y-({\sqrt {5}}-1)z-{\frac {1}{2}}(3+{\sqrt {5}})a=0.}
Bestimmt man den Abstand dieser Gerade vom Nullpunkt mit Hilfe der Hesseschen Normalform, so ergibt sich der Inkugelradius {\displaystyle r_{i}}. Es ist
{\displaystyle r_{i}^{2}={\frac {1}{4}}{\frac {(3+{\sqrt {5}})^{2}}{({\sqrt {5}}+1)^{2}+({\sqrt {5}}-1)^{2}}}\;a^{2}={\frac {1}{4}}{\frac {(3+{\sqrt {5}})^{2}}{12}}\;a^{2}}
Damit ist der
- Inkugelradius {\displaystyle \ r_{i}={\frac {{\sqrt {3}}\;(3+{\sqrt {5}})}{12}}\;a\approx 0{,}76\;a}.

### Oberfläche, Volumen
Die Oberfläche des Ikosaeders ist die Summe der 20 Dreiecksflächen. Die Fläche eines regelmäßigen 3-Ecks ist
{\displaystyle A_{3}={\tfrac {\sqrt {3}}{4}}\;a^{2}\ }. Damit ist die
- Oberfläche des Ikosaeders: {\displaystyle \ A_{O}=5{\sqrt {3}}\;a^{2}}.

Das Volumen des Ikosaeders ist die Summe der Volumina der 20 Pyramiden, die jeweils ein Dreieck als Grundfläche und den Innenkugelradius {\displaystyle r_{i}} als Höhe besitzen. Das Volumen einer Pyramide ist {\displaystyle {\tfrac {r_{i}}{3}}A_{3}} und das
- Volumen des Ikosaeders ist

{\displaystyle V=20\;{\frac {{\sqrt {3}}\;(3+{\sqrt {5}})}{3\cdot 12}}{\frac {\sqrt {3}}{4}}\;a^{3}={\frac {5}{12}}(3+{\sqrt {5}})\;a^{3}}.

### Raumwinkel in den Ecken

Raumwinkel mit Einheitskugel

Zur Bestimmung des Raumwinkels

Der Raumwinkel in einer Ikosaederecke {\displaystyle P_{1}} ist der Flächeninhalt des sphärischen 5-Ecks, das die 5 Kanten durch {\displaystyle P_{1}} auf der Einheitskugel an dieser Ecke ausstechen. Im Bild wird der Einfachheit halber angenommen, dass {\displaystyle a=1} ist. Dann geht die Einheitskugel in {\displaystyle P_{1}} durch die Nachbarpunkte {\displaystyle P_{2},P_{3},P_{4},P_{5},P_{6}}. Zerlegt man mit Hilfe des Mittelpunkts {\displaystyle Z} des sphärischen 5-Ecks das 5-Eck entlang den 5 Kanten in 5 sphärische Dreiecke (eins davon ist {\displaystyle P_{2},P_{3},Z}) und bestimmt den Raumwinkel {\displaystyle \Omega _{3}} dieses Dreiecks, so ist der gesuchte Raumwinkel {\displaystyle \Omega =5\Omega _{3}}. Ist {\displaystyle \beta } der Winkel zwischen zwei 3-Ecken des Ikosaeders (siehe oben), so sind die Winkel {\displaystyle \psi _{1},\psi _{2},\psi _{3}} in dem sphärischen Dreieck gleich den Winkeln zwischen den das sphärische Dreieck ausschneidenden Ebenen:
{\displaystyle \psi _{1}={\frac {2\pi }{5}},\;\psi _{2}=\psi _{3}={\frac {\beta }{2}}}
Der Flächeninhalt des sphärischen Dreiecks ist damit
{\displaystyle \Omega _{3}=\psi _{1}+\psi _{2}+\psi _{3}-\pi ={\frac {2\pi }{5}}+\beta -\pi }
und der Raumwinkel des Ikosaeders
- {\displaystyle \Omega =5\Omega _{3}=5\beta -3\pi =5(\pi -2\arctan \left({\frac {3-{\sqrt {5}}}{2}}\right)-3\pi }

{\displaystyle \quad =2\pi -10\arctan \left({\frac {3-{\sqrt {5}}}{2}}\right)\approx 2{,}6345\;\mathrm {sr} .}

Raumwinkel

Dieser Raumwinkel entspricht der Fläche eines Kugelsegments auf der Einheitskugel mit einem halben Öffnungswinkel {\displaystyle \theta \approx 54{,}5^{\circ }}

### 3D-Kantenwinkel
Dieser Winkel, bezeichnet mit {\displaystyle \delta } (siehe Bild in Formeln), hat seinen Scheitel an einer Ecke des Ikosaeders und entspricht dem Innenwinkel des regelmäßigen Fünfecks.
Somit gilt für den 3D-Kantenwinkel des Ikosaeders
{\displaystyle \delta =108^{\circ }}.

## Geodätische Kuppeln

Geodätische Kuppeln

Ikosaeder sind Ausgangspolyeder für die Konstruktion von geodätischen Kuppeln. Diese sind Triangulierungen einer Kugel mit relativ gleich großen sphärischen Dreiecken. Dabei werden die Dreiecke des Ikosaeders durch Unterteilung der Dreiecksseiten in 2, 3, … gleich lange Stücke in 4,9, … gleichseitige Dreiecke zerlegt und diese kleinen Dreiecke vom Mittelpunkt aus auf die Umkugel des Ikosaeders projiziert. Die Punkte des Ikosaeders werden dabei stets von 5 Dreiecken umgeben, während die anderen Punkte von 6 Dreiecken umgeben sind. Geodätische Kuppeln werden als Gerüste von Gebäudekuppeln verwendet.

## Bedeutung der Ikosaedergruppe in der Mathematik
Die Punktgruppe des Ikosaeders, die Ikosaedergruppe, wird in der Mathematik vielfach angewendet. Das geht zurück auf die berühmte Monographie von Felix Klein aus dem Jahr 1884 Vorlesungen über das Ikosaeder und die Auflösung der Gleichungen vom fünften Grade. Die allgemeine Gleichung fünften Grades hat nach der Galoistheorie keine Lösung in Radikalen, da die alternierende Gruppe A5 nicht auflösbar ist.

## Bedeutung des Ikosaeders in der Clusterphysik
Große Bedeutung hat die Ikosaeder-Form bei Clustern (Ansammlungen von Atomen in der Größenordnung von 3 bis 50.000 Atomen) ab einer Größe von mehr als 7 Atomen. Grund dafür ist die Regel von Friedel, die besagt, dass diejenige Struktur die geringste Energie besitzt, für die die Anzahl der Nächste-Nachbarn-Bindungen maximal ist. Bei vielen freien Clustern tritt dies ab 7 Atomen auf, wobei es allerdings auch Ausnahmen gibt und andere Strukturen bevorzugt werden (etwa Kuben).
Des Weiteren gibt es in der Clusterphysik sogenannte magische Zahlen, die eng mit dem sogenannten Mackayschen Ikosaeder zusammenhängen. Hier sorgen Schalenabschlüsse (also perfekte Atom-Ikosaeder) für besonders stabile Cluster. Dies tritt bei Clustern mit den magischen Atomzahlen 1, 13, 55, 147, 309, 561, 923 und 1415 auf. Diese recht alten Erkenntnisse von Alan Mackay spielen in der aktuellen Clusterphysik eine bedeutende Rolle.
Die Clusterzahlen lassen sich nach folgender Formel berechnen:
{\displaystyle C={\frac {10n^{3}-15n^{2}+11n-3}{3}}}
mit
{\displaystyle C} = Gesamtzahl der Atome im Cluster
{\displaystyle n} = Anzahl der Atome pro Kante

## Anwendungen
- Die Kapside vieler Viren haben eine ikosaedrische Symmetrie. Das ist dadurch zu erklären, dass Viren ihre Nukleinsäure optimal verpacken. Die Ikosaederform ist in dieser Hinsicht günstig, weil das Ikosaeder von allen regelmäßigen Polyedern mit gegebenem Durchmesser das größte Volumen besitzt. Beispiele sind Rhinovirus (Schnupfen), Hepatitis-B-Virus, Adenovirus und Poliovirus.
In der Virologie bezeichnet man etwas allgemeiner die Symmetrie länglich-gestreckter Kapside als (gestreckt-)ikosaedrisch, obwohl es sich genau genommen um ein fünfeckiges, bipyramidales Antiprisma handelt; die ideal-regelmäßigen Kapside werden dann als isometrisch-ikosaedrisch bezeichnet.
- Das closo-dodeka-Boranat-Anion B12H122− besitzt die Struktur des besonders stabilen B12-Ikosaeders.
- Rudolf von Laban hatte das Ikosaeder für seine Raumharmonielehre intensiv genutzt und beeinflusste damit den modernen Tanz. Dies wird heute in den Laban-Bewegungsstudien weiter geführt.
- Stafford Beer hatte in seiner kybernetischen Managementtheorie die Ikosaeder-Struktur als Modell für eine optimale Vernetzung von Mitarbeitern in Teams herausgearbeitet.
- In vielen Pen-&-Paper-Rollenspielen werden Ikosaeder als zwanzigseitige Spielwürfel (W20) verwendet.
- Klettergerüste für Kinder sind in der Ikosaederform besonders stabil.
- Ein in die Erdkugel platziertes Ikosaeder bildet den Kern der Gitterstruktur beim Wettervorhersagemodell ICON des Deutschen Wetterdienstes (ähnlich wie eine geodätische Kuppel bzw. dem Dymaxion-Weltkarten-Entwurf nach Richard Buckminster Fuller).
- Der Dogic ist eine Variante des Zauberwürfels in Form eines Ikosaeders als dreidimensionales, mechanisches Puzzle.
- Im Inneren eines Magic 8 Ball befindet sich ein Ikosaeder, auf dem die möglichen Antworten stehen. Es schwimmt in einer dunkelblauen Flüssigkeit im Inneren der Kugel.
- Beim Militär als Sonarreflektor in der Minenjagd, um ein Grundgewicht in der Nähe einer Grundmine zu positionieren. Hierbei sind die 20 gleichseitigen Dreiecke noch einmal in jeweils 3 nach innen gehende Tetraeder geöffnet, um möglichst viele Reflexionswinkel zu erzeugen

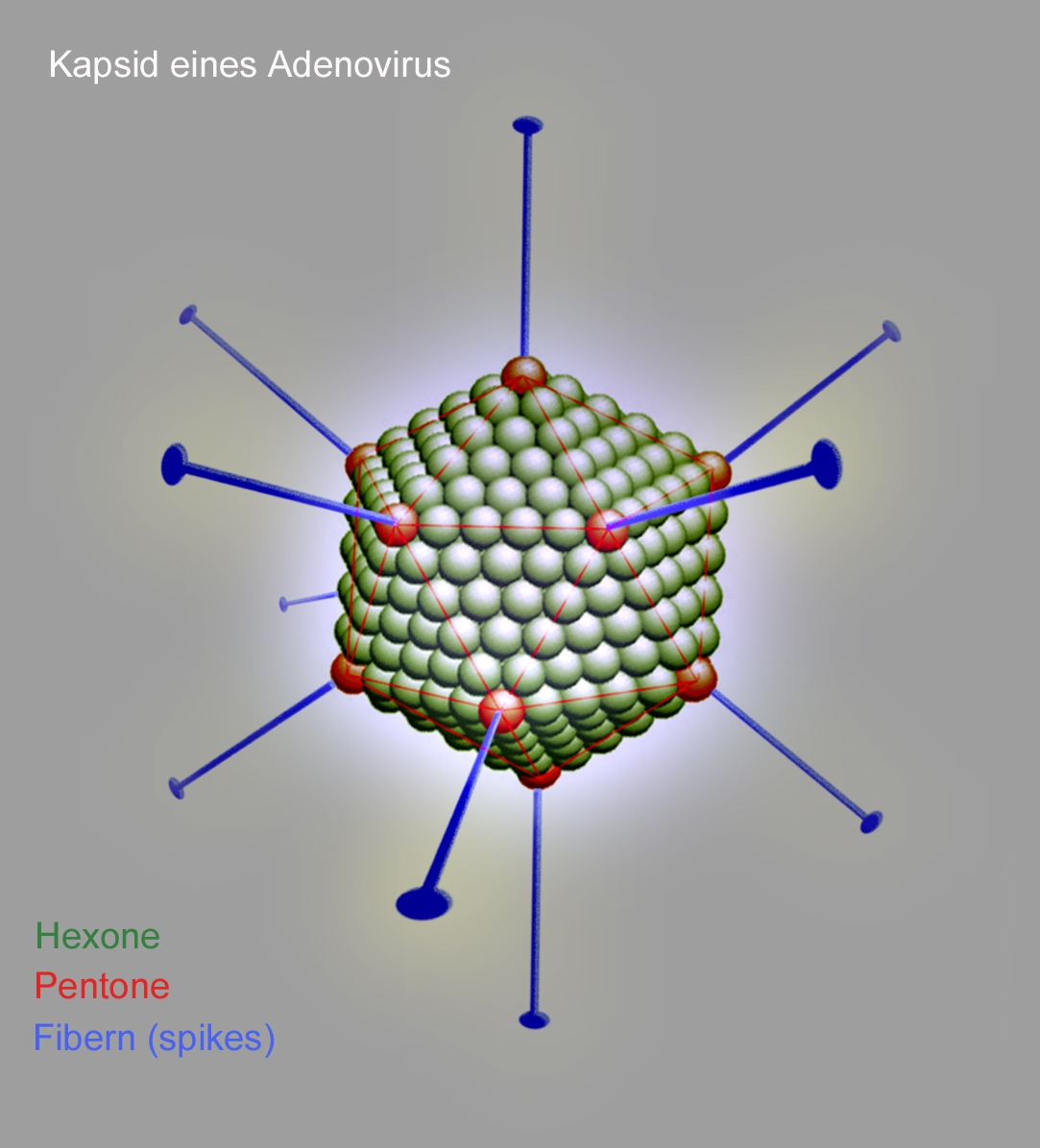
Kapsid des Adenovirus
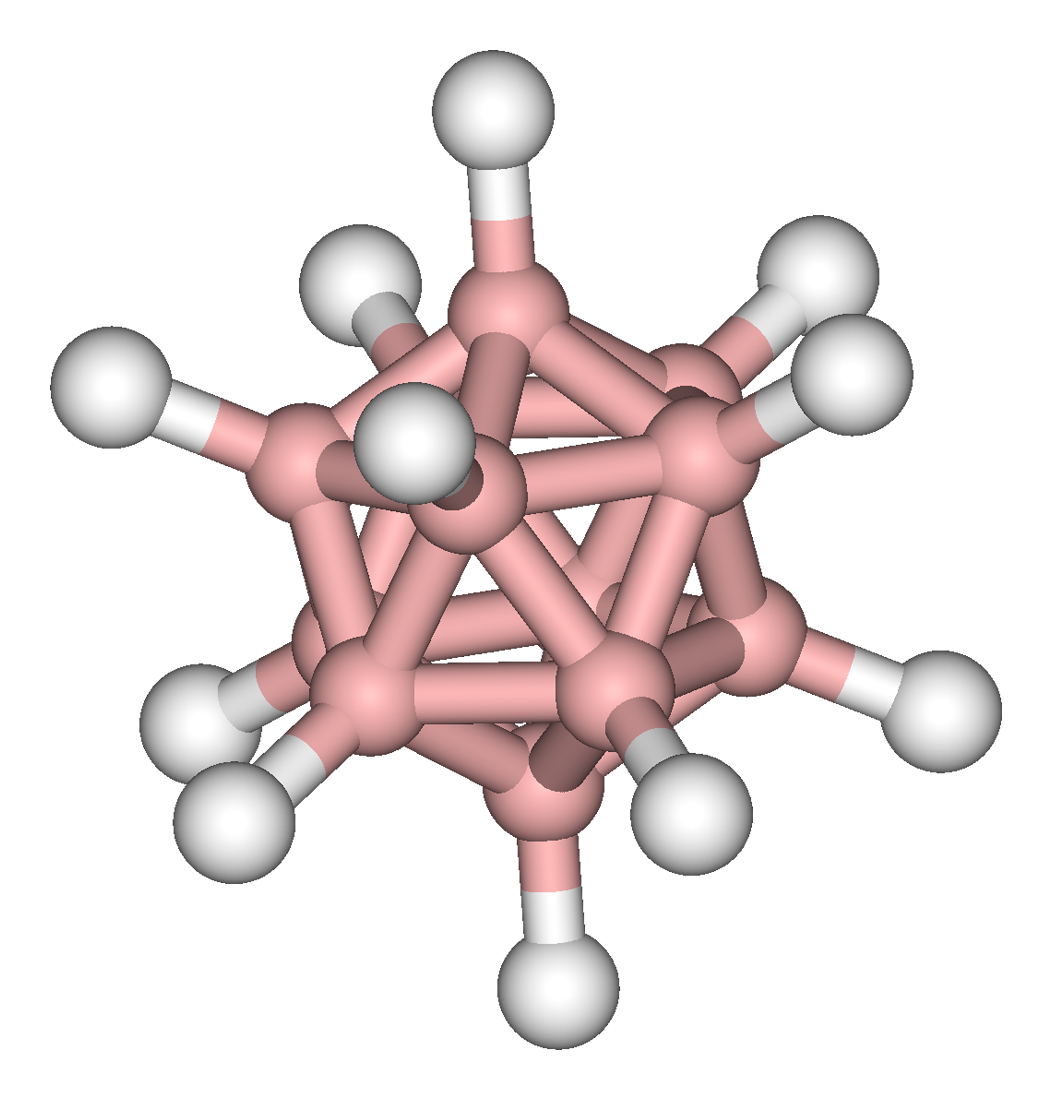
closo-dodeka-Boranat-Anion B12H122− Ikosaeder
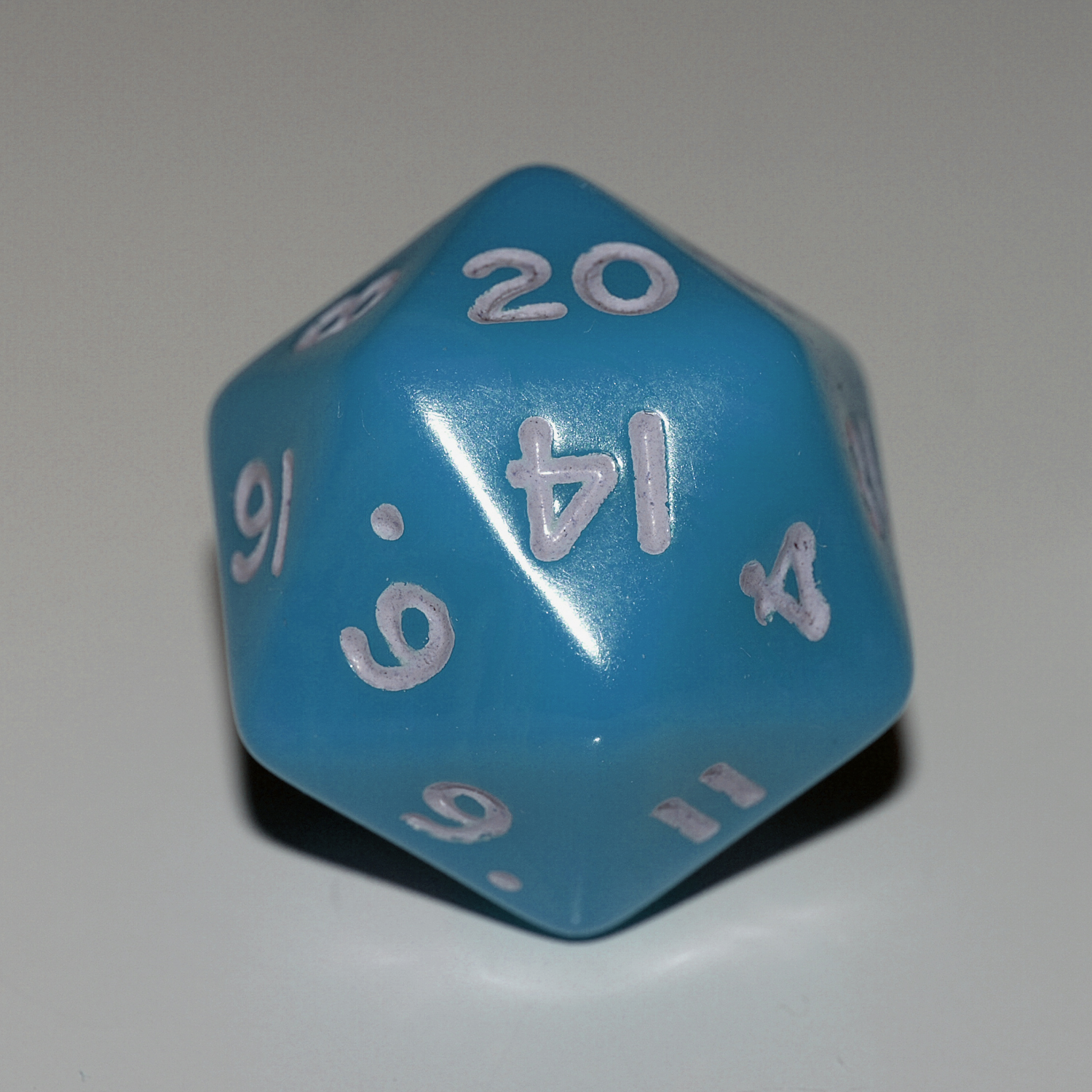
Ein Ikosaeder als Spielwürfel
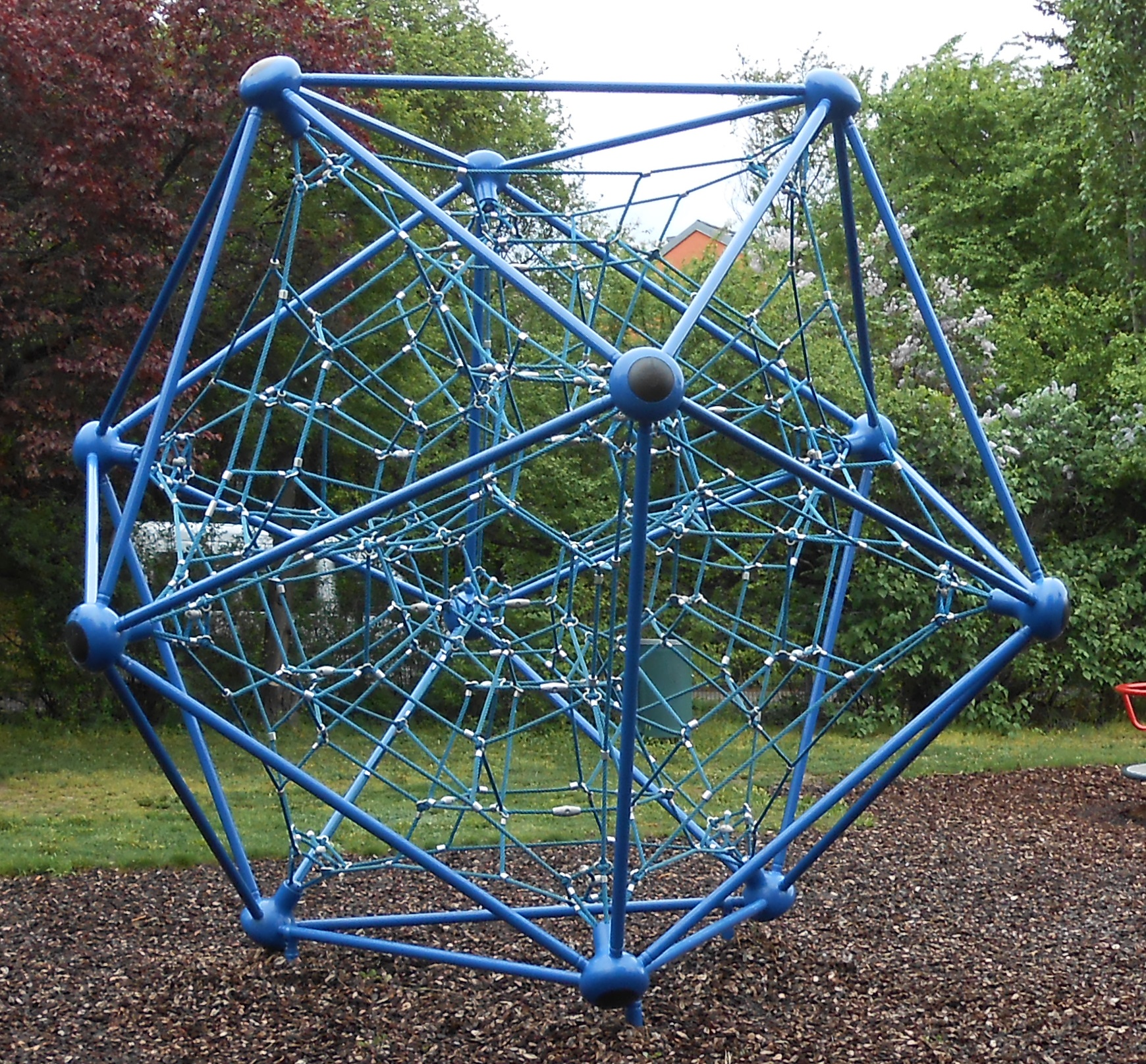
Klettergerüst in Ikosaederform
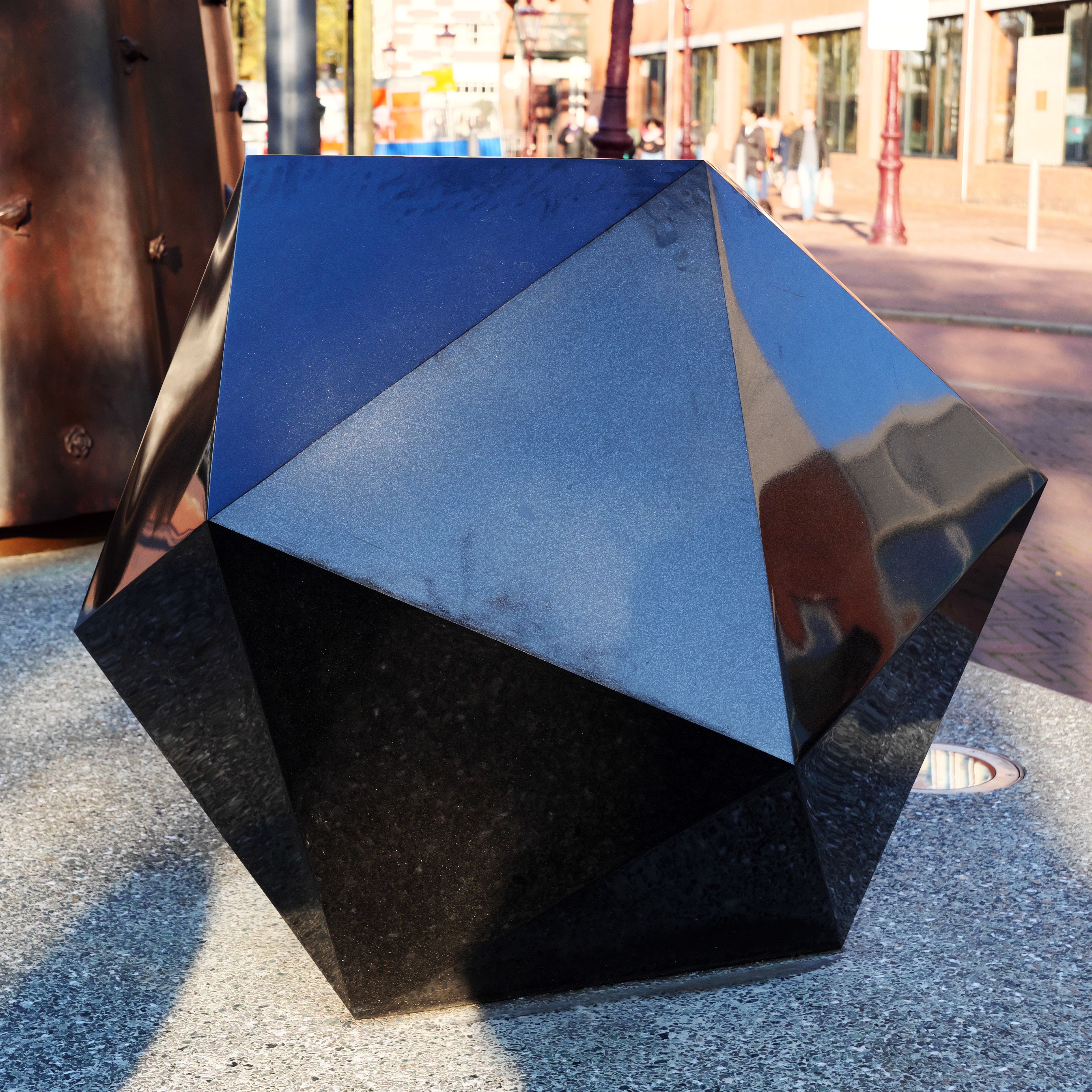
Ikosaeder als Teil des Spinoza-Monuments in Amsterdam

## Netze des Ikosaeders
Das Ikosaeder hat 43380 Netze. Das heißt, es gibt 43380 Möglichkeiten, ein hohles Ikosaeder durch Aufschneiden von 11 Kanten aufzuklappen und in der Ebene auszubreiten. Die anderen 19 Kanten verbinden jeweils die 20 gleichseitigen Dreiecke des Netzes. Um ein Ikosaeder so zu färben, dass keine benachbarten Flächen dieselbe Farbe haben, braucht man mindestens 3 Farben.

Animation eines Ikosaedernetzes
Weiteres Beispiel eines Ikosaedernetzes

## Graphen, duale Graphen, Zyklen, Färbungen
Das Ikosaeder hat einen ihm zugeordneten ungerichteten planaren Graphen mit 12 Knoten, 30 Kanten und 20 Gebieten, der 5-regulär ist, d. h. von jedem Knoten gehen 5 Kanten aus, sodass der Grad für alle Knoten gleich 5 ist. Bei planaren Graphen ist die genaue geometrische Anordnung der Knoten unwesentlich. Wichtig ist allerdings, dass sich die Kanten nicht schneiden müssen. Die Knoten dieses Ikosaedergraphen entsprechen den Ecken des Ikosaeders.

Die Knoten des Ikosaedergraphen können mit 4 Farben (Bild 1) so gefärbt werden, dass benachbarte Knoten immer unterschiedlich gefärbt sind. Dies bedeutet, dass die chromatische Zahl dieses Graphen gleich 4 ist (siehe Knotenfärbung). Außerdem können die Kanten mit 5 Farben (Bild 2) so gefärbt werden, dass benachbarte Kanten immer unterschiedlich gefärbt sind. Mit 4 Farben ist das nicht möglich, sodass der chromatische Index für die Kantenfärbung gleich 5 ist (das rechtsstehende Bild veranschaulicht diese Färbungen).

Bild 1: Knotenfärbung des Ikosaedergraphen, siehe hierzu auch Bild 4
Bild 2: Kantenfärbung des Ikosaedergraphen, siehe hierzu auch Bild 4
Bild 3: Flächenfärbung des Ikosaedergraphen mit Dodekaedergraphen, siehe hierzu auch Bild 4
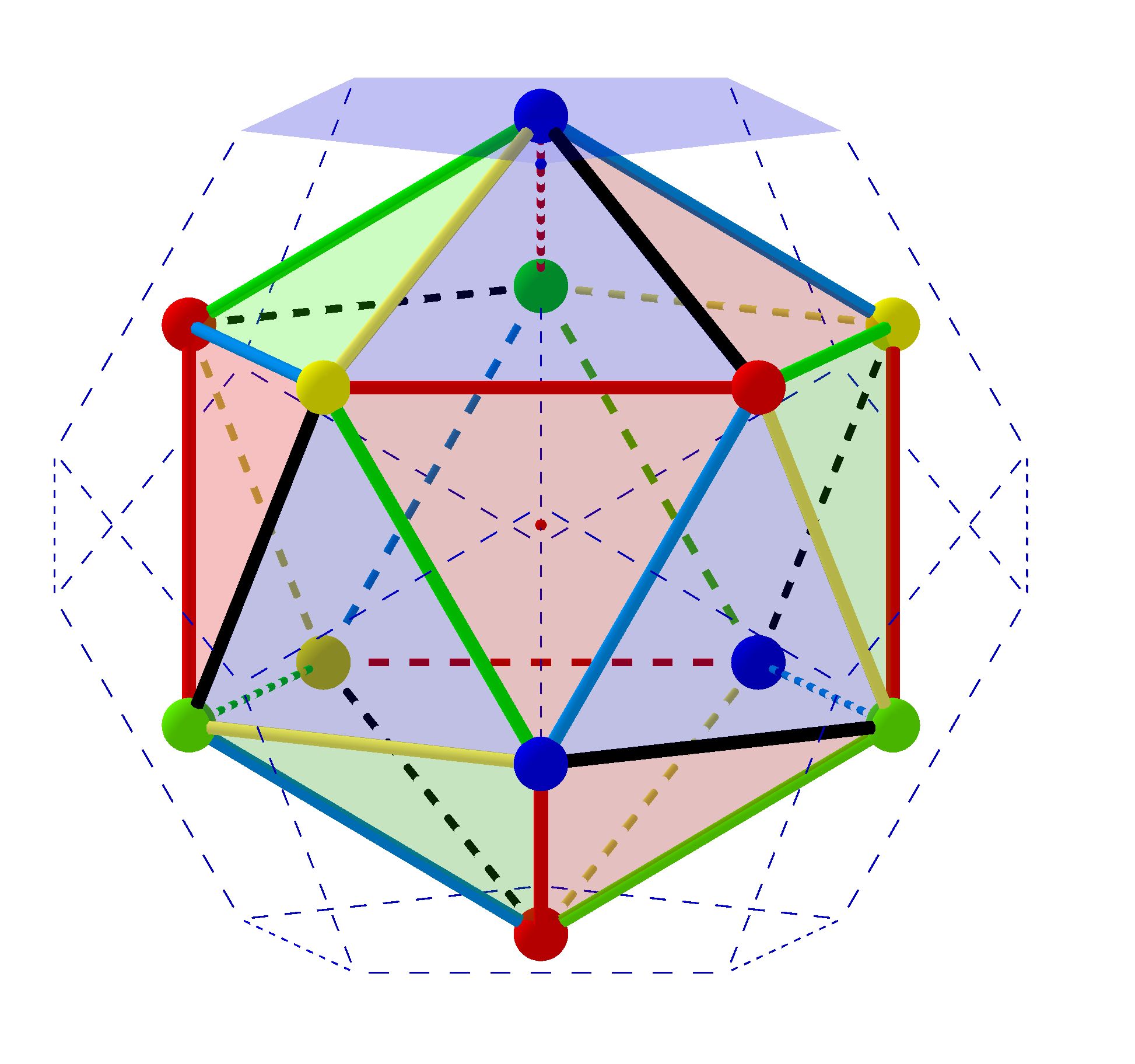
Bild 4: Veranschaulichung der Färbungen, Ikosaeder einbe- schrieben vom dualen Dodekaeder, dessen Mittelpunkte der Fünfecke sind die Eckpunkte des Ikosaeders, die Färbung der Fünfecke ist gleich, wie die der Eckpunkte des Ikosaeders.

Um die entsprechende nötige Anzahl der Farben für die Flächen oder Gebiete zu bestimmen (Bild 3), ist der duale Graph (Dodekaedergraph) mit 20 Knoten, 30 Kanten und 12 Gebieten hilfreich. Die Knoten dieses Graphen werden dabei den Gebieten des Ikosaedergraphen eineindeutig (bijektiv) zugeordnet und umgekehrt (siehe bijektive Funktion und Abbildung oben). Die Knoten des Dodekaedergraphen können mit 3 Farben so gefärbt werden, dass benachbarte Knoten immer unterschiedlich gefärbt sind, aber nicht mit 2 Farben, sodass die chromatische Zahl des Ikosaedergraphen gleich 3 ist. Daraus lässt sich indirekt schließen: Weil die chromatische Zahl gleich 3 ist, sind 3 Farben für eine solche Flächenfärbung des Ikosaeders oder eine Färbung der Gebiete des Ikosaedergraphen nötig.
Die 11 aufgeschnittenen Kanten jedes Netzes (siehe oben) bilden zusammen mit den Ecken (Knoten) einen Spannbaum des Ikosaedergraphen. Jedes Netz entspricht genau einem Spannbaum und umgekehrt, sodass hier eine eineindeutige (bijektive) Zuordnung zwischen Netzen und Spannbäumen besteht. Wenn man ein Ikosaedernetz ohne das äußere Gebiet als Graphen betrachtet, erhält man als dualen Graphen jeweils einem Baum mit 20 Knoten und 19 Kanten und dem maximalen Knotengrad 5. Jede Fläche des Ikosaeders wird dabei einem Knoten des Baums zugeordnet. Dabei kommt nicht jede graphentheoretische Konstellation (siehe Isomorphie von Graphen) solcher Bäume vor, aber einige mehrfach.

Ikosaedergraph mit einem der 2560 Hamiltonkreise

Der Ikosaedergraph besitzt 2560 Hamiltonkreise, aber keine Eulerkreise.